# Abd al-Majid bin Sa'ud Al Sa'ud
ʿAbd al-Majīd bin Saʿūd Āl Saʿūd (in arabo عبد المجيد بن سعود بن عبد العزيز آل سعود‎?; Riyad, 1943 – Gedda, 30 dicembre 1991) è stato un principe e imprenditore saudita, membro della famiglia reale Āl Saʿūd.

## Biografia
Il principe Abd al-Majid è nato a Riad nel 1943 ed è il diciannovesimo figlio di re Sa'ud. Sua madre era Jamila bint Assad bin Ibrahim al-Mirhi. Fino al diploma di scuola superiore ha studiato in patria, dopo si è iscritto all'Università di Cambridge dove ha conseguito una laurea in scienze politiche nel 1962. Inizialmente ha servito come membro onorario dell'Al-Hilal Club, donando ai poveri un terzo dello stipendio. Nel 1965, ha lasciato il paese, vivendo con il padre fino alla sua morte e poi con la madre a Beirut. Tornato in patria si è dedicato all'imprenditoria.
Abd al-Majid bin Sa'ud è morto il 30 dicembre 1991 ed è stato sepolto nel cimitero al-Adl di La Mecca.

## Vita personale
Il principe era sposato con Mudhi bint Muhammad bin Abd al-Aziz Al Sa'ud che gli ha dato un figlio, Sa'ud. Da un'altra consorte sono nati i principi Bandar e Fahd e la principessa Jamila.